# غوذموندور إنغي غوذبراندسون
غوذموندور إنغي غوذبراندسون (بالآيسلندية: Guðmundur Ingi Guðbrandsson) من مواليد 28 مارس 1977، هو وزير البيئة والموارد الطبيعية في آيسلندا، كما شغل منصب الرئيس التنفيذي لشركة لاندفرد أكبر منظمة غير حكومية للحفاظ على البيئة في أيسلندا من 2011 إلى 2017. يشغل إنغي منصب وزير البيئة خارج البرلمان على عكس باقي أعضاء حكومة كاترين ياكوبسدوتير. في عام 2017 أصبح أول رجل مثلي الجنس في منصب وزير آيسلندي وثاني شخص بعد يوهانا سيغورذاردوتير والتي شغلت سابقا منصب وزيرة الشؤون الاجتماعية والأمن الاجتماعي لفترتين 1987 - 1994 و2007 - 2009 قبل أن تُصبح رئيسة وزراء آيسلندا بين سنتي 2009 و2013.

## الدراسة والعمل المهني
يحمل غوذموندور درجة البكالوريوس في علم الأحياء من جامعة آيسلندا ودرجة الماجستير في العلوم البيئية من جامعة ييل. عمل في البحوث في علم البيئة والدراسات البيئية مع جامعة آيسلندا ومع دائرة حفظ التربة في آيسلندا. ثم عمل في معهد مصايد المياه العذبة في مدينة هولار في شمال آيسلندا. منذ عام 2006، كان مدرسًا جزئيًا في جامعة آيسلندا، والجامعة الزراعية في آيسلندا، ومركز جامعة ويستفيوردس. وقد عمل أيضا كحارس في حديقة ثينجفيلير الوطنية وحديقة فاتناييكول الوطنية.
كان أحد مؤسسي «الرابطة الآيسلندية للبيئيين» وكان أول رئيس لها في الفترة من بين 2007 حتى 2010. في عام 2011 أصبح الرئيس التنفيذي لجمعية لاندفرند وهي منظمة غير حكومية تعنى بالحفاظ على البيئة في أيسلندا لمدة 6 سنوات حتى 2017. وعين بعدها منذ أواخر 2017 كوزير البيئة والموارد الطبيعية في آيسلندا.

## وصلات خارجية
- سيرة غوذموندور إنغي على موقع البرلمان الآيسلندي (بالآيسلندية)